# Федір (Бубнюк)
Федір (мирське ім'я — Бубню́к Валенти́н Леоні́дович; 21 липня 1978, Липне Ківерцівського району Волинської області) — архієрей Православної церкви України (до 15 грудня 2018 року — Української православної церкви Київського патріархату), митрополит Полтавський і Кременчуцький. Голова Синодального управління ПЦУ у справах молоді.

## Біографія
Народився на Волині у родині вчителів. 1995 року закінчив Липненську ЗОШ І–ІІІ ступенів і того ж року вступив до Волинської духовної семінарії УПЦ КП. 1999 року вступив до Київської духовної академії.
6 травня 1999 року Високопреосвященнійшим митрополитом Луцьким і Волинським Яковом (Панчуком) рукоположений у сан диякона, а 23 травня того ж року — у сан священника.
З червня до листопада 1999 року ніс священниче служіння на парафії Вознесіння Господнього в селі Рокині Луцького району Волинської області.
15 листопада 1999 року, з благословення митрополита Якова, перейшов до кліру Київської єпархії для продовження свого навчання на стаціонарному відділенні Київської духовної академії.
З благословення Патріарха Київського і всієї Руси-України Філарета прийнятий до кліру Київської єпархії і призначений настоятелем парафії Святого Іоана Золотоустого с. Півні Фастівського району Київської області.
18 квітня 2002 року, з благословення Святійшого Патріарха, призначений штатним священиком Свято-Покровського храму на Солом'янці міста Києва.
У червні 2003 року закінчив Київську Духовну Академію і здобув науковий ступінь кандидата богословських наук, захистивши дисертацію «Зовнішня діяльність Російського Святійшого Синоду наприкінці XIX — початку ХХ століття».
26 серпня того ж року прийняв чернечий постриг з ім'ям Федора від намісника Свято-Михайлівського Золотоверхого монастиря архієпископа Переяслав-Хмельницького Димитрія (Рудюка) і був зачислений до числа братії цього монастиря.
29 серпня був призначений помічником інспектора та викладачем Київської духовної академії.
27 квітня 2004 року був призначений на посаду секретаря Вченої Ради КДАіС.
10 березня 2005 року Священним синодом УПЦ Київського патріархату був призначений Головою Синодального управління у справах молоді.
9 березня 2006 року указом Святійшого Патріарха був призначений намісником Свято-Феодосіївського ставропігіального монастиря Києва та Секретарем Святійшого Патріарха.
Навесні 2014 року з кількома однодумцями заснував на базі полтавського Свято-Успенського собору волонтерську організацію «Полтавський батальйон небайдужих», що зайнялася допомогою українським військовим спочатку в Криму, а потім на Сході України. Вона стала найпотужнішою з-поміж подібних організацій Полтавщини.

### Єпископське служіння
20 жовтня 2006 року рішенням Священного Синоду УПЦ Київського Патріархату був обраний єпископом Полтавським і Кременчуцьким.
12 листопада у Свято-Володимирському Патріаршому кафедральному соборі Києва Патріарх Філарет у співслужінні архиєпископа Переяслав-Хмельницького Димитрія (Рудюка), єпископа Черкаського і Чигиринського Іоана (Яременка), єпископа Васильківського Феодосія (Пайкуша), єпископа Тернопільського і Бучацького Нестора (Писика) висвятив архімандрита Федора на єпископа Полтавського і Кременчуцького.
Удостоєний вищих церковних нагород: Ордену Святого Юрія Переможця (14 грудня 2006 року).
23 січня 2012 року Указом Святійшого Патріарха Філарета був зведений у сан архієпископа.
Нагороджений орденом «За заслуги» III ступеня (указ президента України від 22 липня 2008 року).
У червні 2015 року отримав премію імені Панаса Мирного Полтавської обласної ради у номінації «Благодійна та громадська діяльність» за організацію надання допомоги учасникам АТО.
Нагороджений орденом «За заслуги» ІІ ступеня (указ президента України від 28 червня 2017 року)
15 грудня 2018 року разом із усіма іншими архієреями УПЦ КП взяв участь у Об'єднавчому соборі в храмі Святої Софії.
5 лютого 2019 року митрополит Київський і всієї України Епіфаній призначив владику Федора до складу першого Священного синоду Православної церкви України.
24 травня рішенням Священного синоду ПЦУ призначений головою Синодального управління у справах молоді.
2 лютого 2023 року, указом митрополита Епіфанія, возведений у сан митрополита.